# Свято-Успенська церква (Осинове)
Свято-Успенська церква — церква в селі Осинове Новопсковського району Луганської області, належить до Сєвєродонецької єпархії Української православної церкви Московського патріархату.

## Історія
На початку свого існування церква була дерев'яною. Відомо, що кам'яний храм з трьома боковими вівтарями було побудовано в середині XVIII століття. Існує версія, що церква збудована ще в 1756 році, а перебудована наприкінці XVIII століття про що і залишилися офіційні документи. В 1791 році почалась відбудова церкви. Причини руйнації достеменно невідомі, однак вважається, що це сталося через особливість розташування споруди (поблизу впадання річки Кам'янки в Айдар). Остаточне завершення будівництва відбулося 1802 року. Збереглася храмобудівнича грамота, видана Преосвященним Інокентієм Воронезьким, що свідчила:
|  | По проханню Біловодського округу слободи Осинової Успенську церкву, за її пошкодженням у фундаменті, стінах і склепінні розібрати. Нинішню її частину Успіння Божої Матері, з двома бічними вівтарями Святого Архистратига Михайла і Святого Миколи Чудотворця з кам'яною будівлею знову побудувати, а третій бічний вівтар в ім’я святих апостолів Петра і Павла, до спорудження нової церкви, залишити для богослужіння. |

За легендами в різні часи церкву відвідували український філософ Григорій Сковорода та російський поет-декабрист Кіндрат Рилєєв.
В 1919 році в храмі від загону Камєнєва, що відколовся від махновців, сховались більшовики. Вони відстрілювались від повстанців з дзвіниці церкви, проте були захоплені та розстріляні біля храму. Навпроти храму стоїть пам'ятник на честь загиблих більшовиків.
Богослужіння в церкві проводились до 1934 року. Під час антирелігійної кампанії з храму зникли п'ятнадцятиметровий іконостас, старовинні ікони, дзвони було переплавлено на кулі. Пізніше будівля церкви слугувала зерносховищем.
Під час Другої світової війни церкву для мешканців села відкрили німці. Після війни в церкві продовжували проводитись служби.
В наш час[коли?] продовжують реставруватися фрески церкви. 2008 року було відлито дзвони для храму.
Церква зайняла друге місце в проєкті «Дива Луганщини» телеканалу ЛОТ, що проходив з лютого по червень 2010 року.
З лютого 2022 року село окуповане російськими військами, 2024 року церкву внесли до реєстру культурної спадщини народів Російської Федерації.

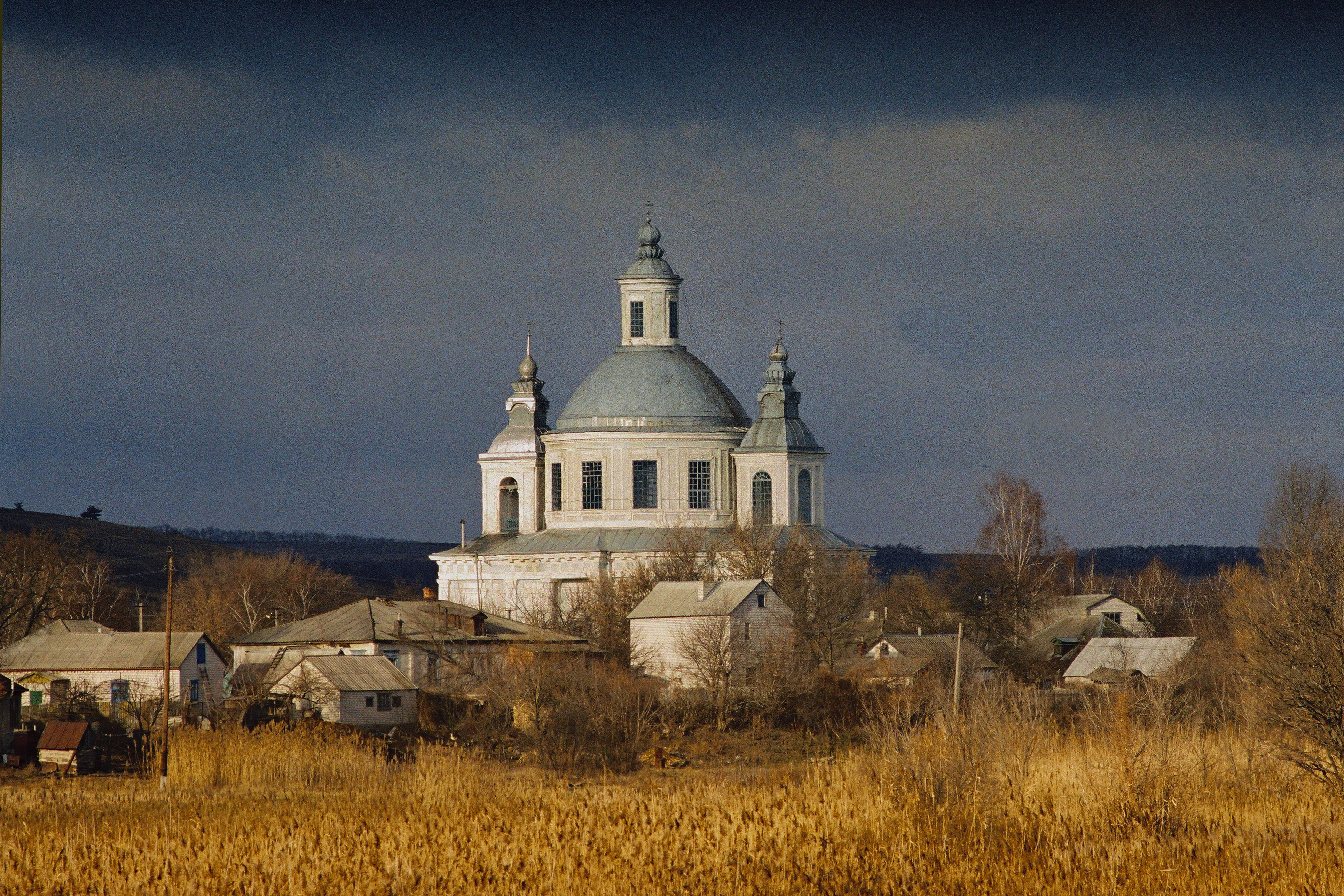
Вид з південно-східного напрямку (2007)
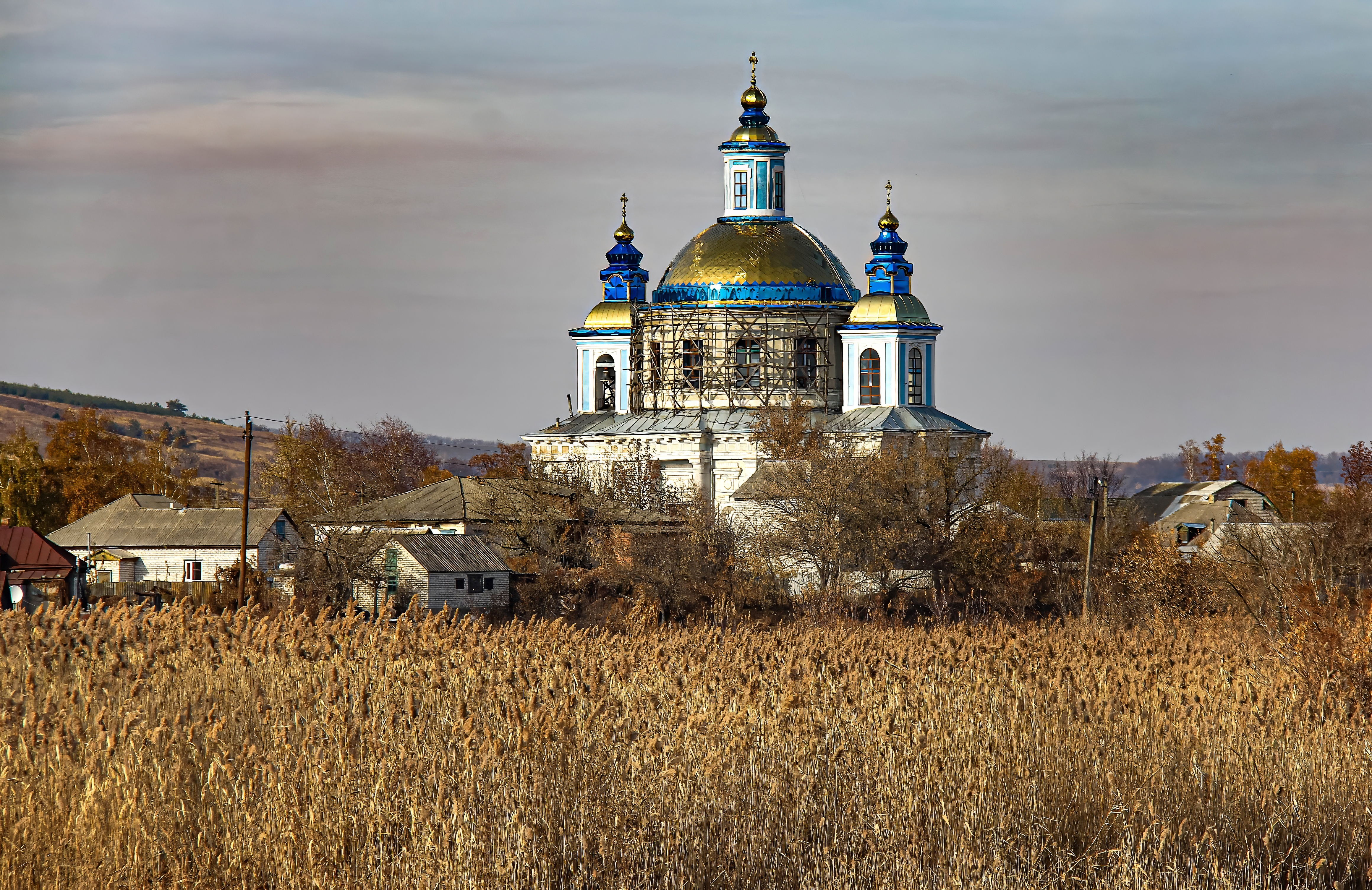
Вид храму під час ремонту (2015)

## Опис

План церкви

За первинним задумом храм мав бути споруджений у стилі бароко, який культивувала російська імператриця Єлизавета Петрівна, однак, будівництво храму завершувалось за царювання Павла І, який був прихильником класицизму. В провінціях Російської імперії, куди нові ідеї доходили з запізненням, часто використовували давні архітектурні плани в попередній стилістиці, бувало, що й після смерти архітектора (по смерти архітектора Андреяна Захарова спорудили Преображенський собор в місті Катеринослав в 1830 році, використавши його давній проект). Тому церква гармонічно увібрала в себе риси обох архітектурних стилів, що зумовило її унікальність на теренах України (споруд подібного стилю в Російській імперії було лише три — в Осиновому, Москві та Острогозьку).
Ім'я творця храму достеменно невідоме, проте науковці схиляються до думки, що ним був тульський майстер Кудрявцев, який вчився в найкращих митців Москви.
Храм вибудований з цегли, потинькований та розфарбований в два кольори. За планом — квадрат з заокругленими кутами. Над головним об'ємом церкви — єдина велика баня, увінчана куполом зі світовим ліхтариком. Церква видовжена в напрямку схід-захід двома квадратними прибудовами. Верхній ярус західної прибудови наскрізний і використовується як дзвіниця. Бічні фасади церкви підкреслені дорійськими портиками, нішами та пілястрами. Вікна облямовані ліпленими наличниками та фігурними ліпленими ж сандриками. Тридільність — давня особливість сакральної архітектури України з часів козацького бароко XVII століття, детально розроблена ще і дерев'яних храмах (тридільними були два дерев'яні храми в Крехівському монастирі вже наприкінці XVII ст.) Церква Успіння Пресвятої Богородиці в Осиновому — зразок перенесення звичної для України тридільності в кам'яну архітектуру нової доби. В середині собору стіни оздоблено фризом у вигляді стрічки та розписами, деякі з яких датуються XIX століттям.

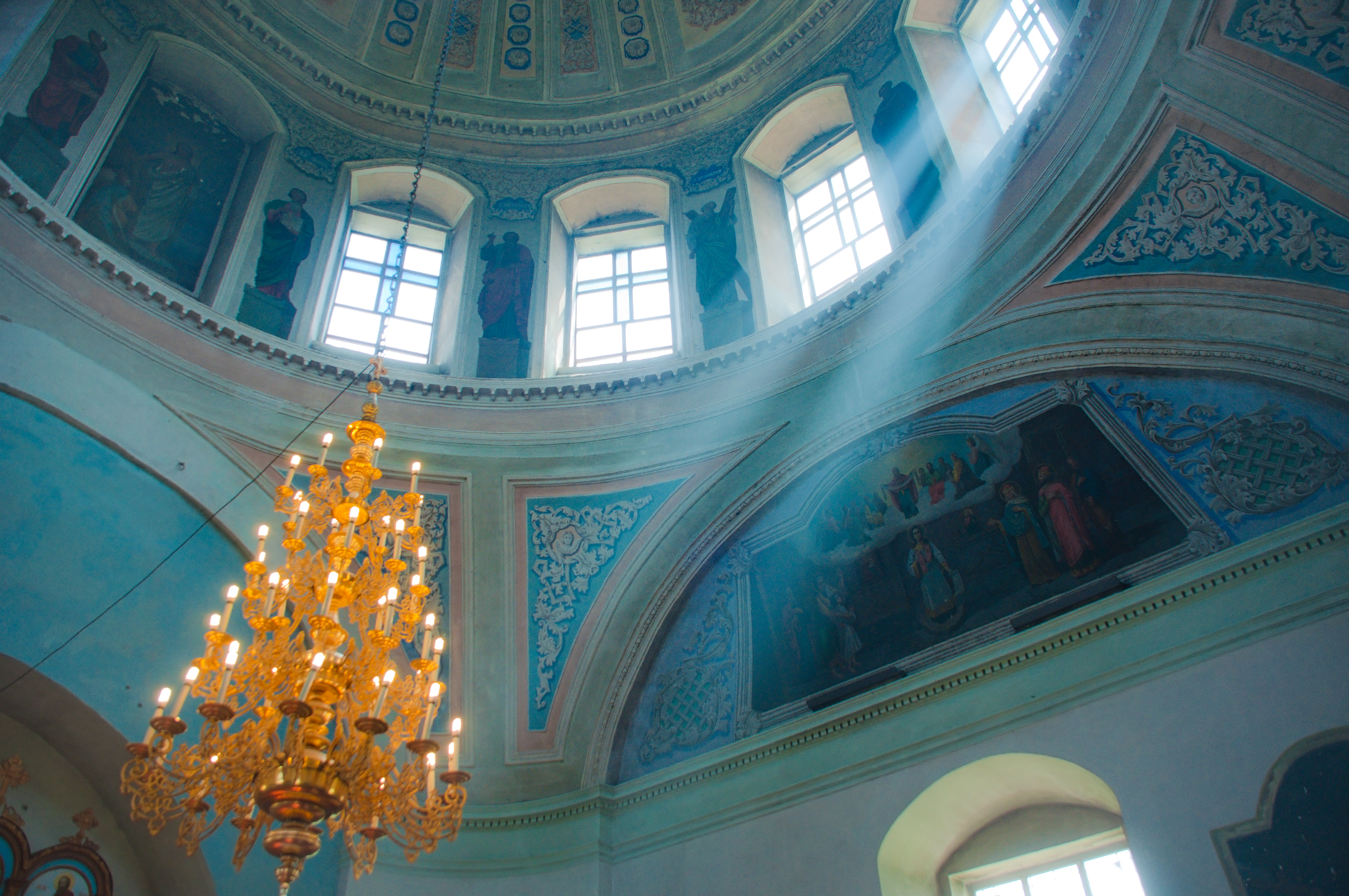
Інтер'єри (травень 2011)
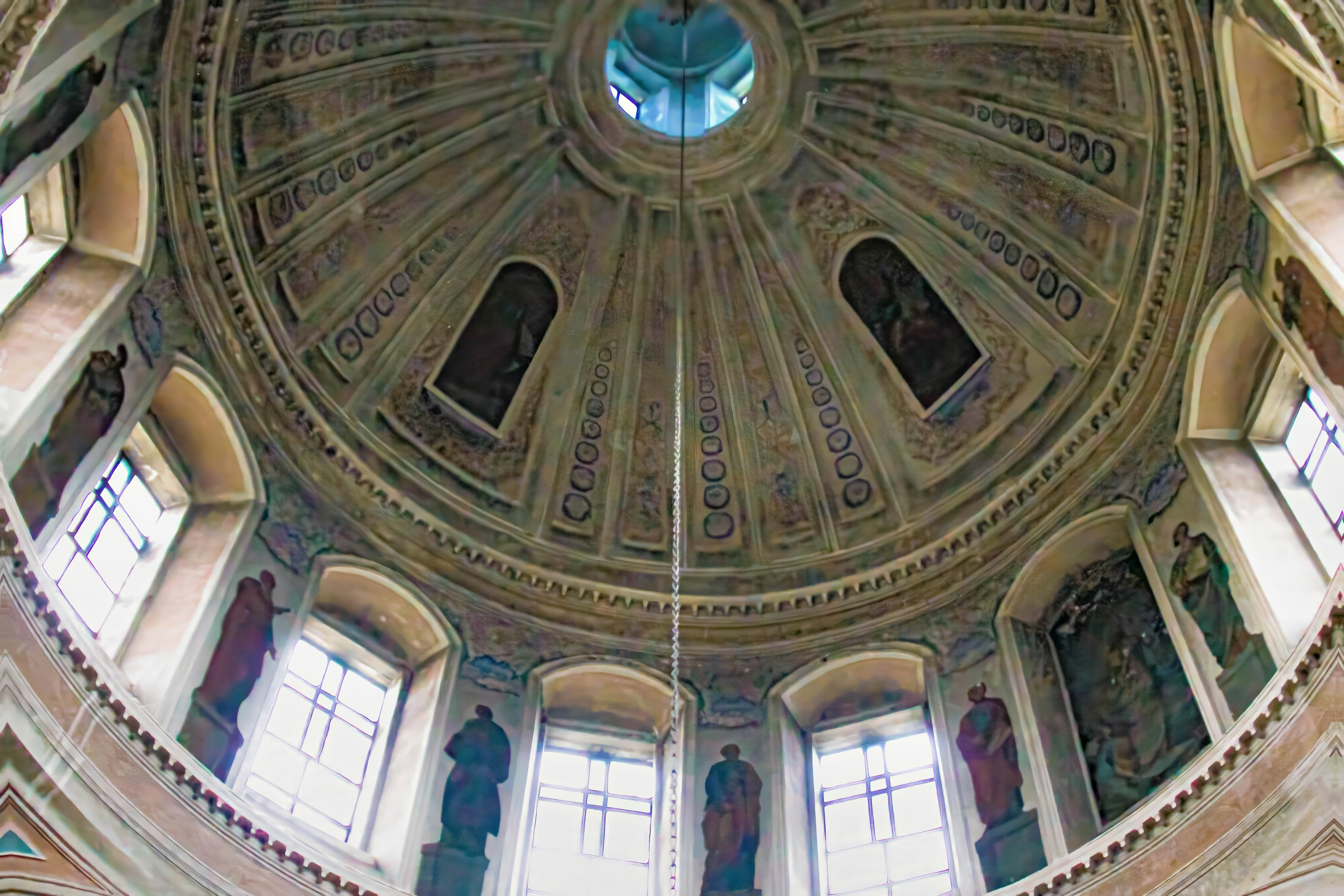
Інтер'єри (листопад 2016)
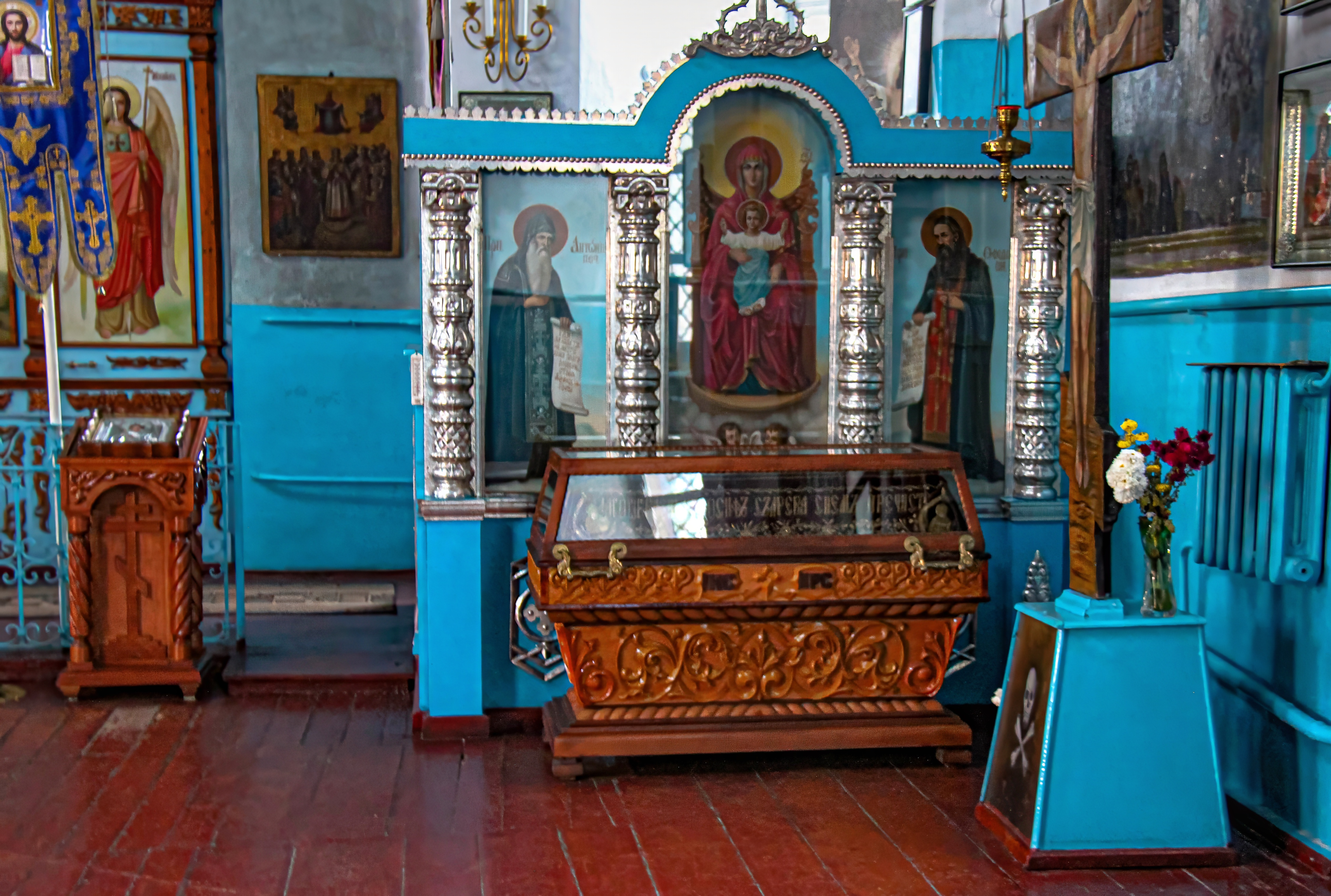
Інтер'єри (листопад 2016)
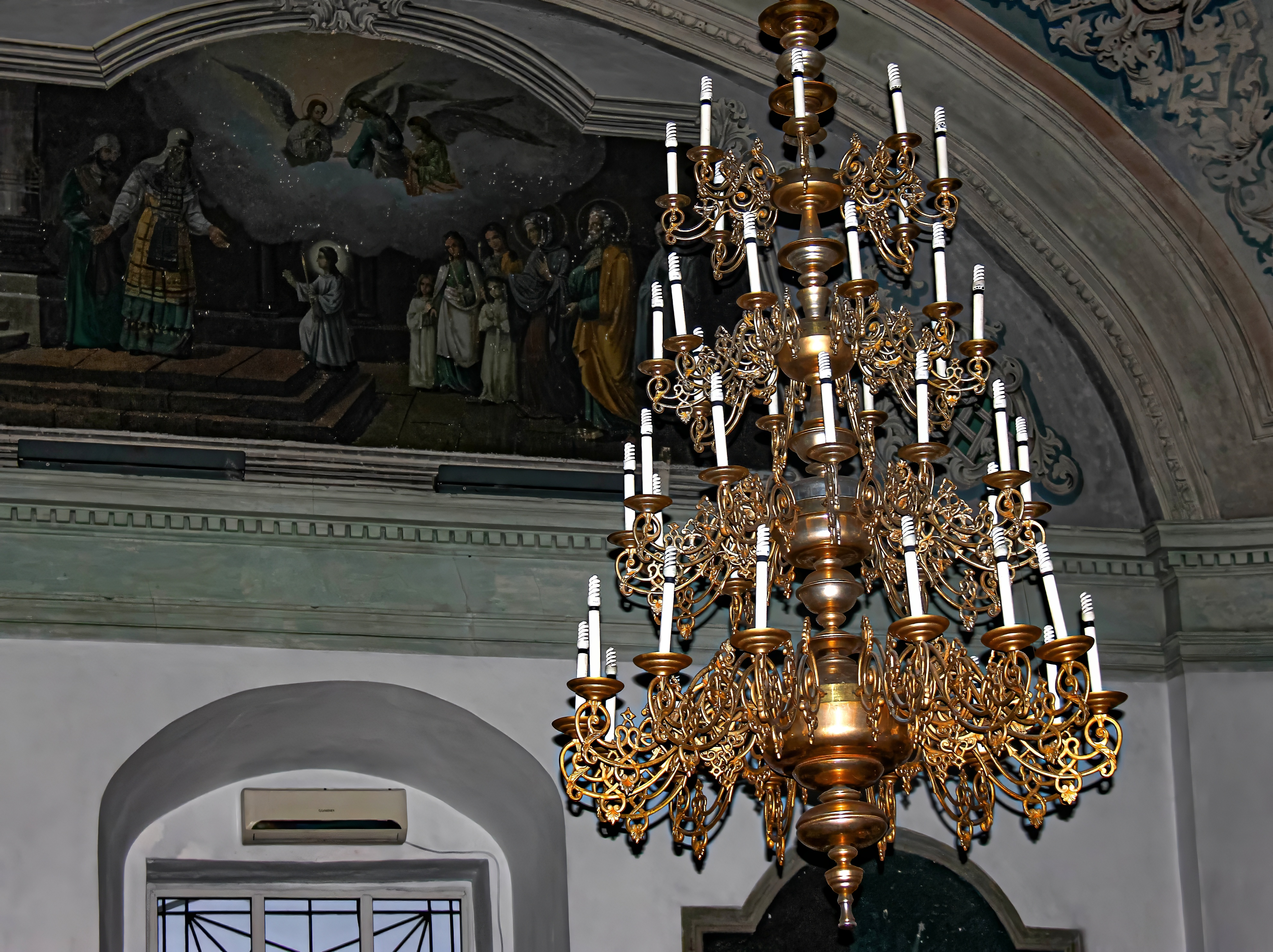
Інтер'єри (листопад 2016)

## Праведник Дмитро Горський
У церкві зберігаються мощі місцевого праведника Дмитра Горського. За переказами він народився в середині XVIII століття і був ткачем в Осиновому. Одного разу Дмитро під час сварки вдарив свого п'яного батька, проте скоро розкаявся у своєму вчинку та пішов до Києва на прощу. Духівник Києво-Печерської лаври наклав на нього єпитимію і нагадав євангельські слова: «І коли твоя правиця тебе спокушає, відітни її і кинь геть від себе» (Матвій: 5, 30). Однак Дмитро зрозумів ці слова буквально. Повернувшись додому, він, щоб спокутувати свій гріх, спробував відрубати сокирою кисть тієї руки, якою штовхнув батька. Пізніше рука зрослася, однак залишилась покаліченою. Після одруження його дочки Дмитро пішов жити до печери, де провів близько 50 років. Місцеві мешканці поважали Дмитра за його аскетичний спосіб життя та за стійкість віри, вони щодня приходили до нього за порадами. Протягом 30 років, живучи в печері, Дмитро навчав місцевих дітей грамоти.
Помер Дмитро Горський 30 грудня 1828 року. Щороку за тиждень до Різдва на його могилі служили панахиду. За радянських часів паломництва до могили старця припинилися.

## Галерея

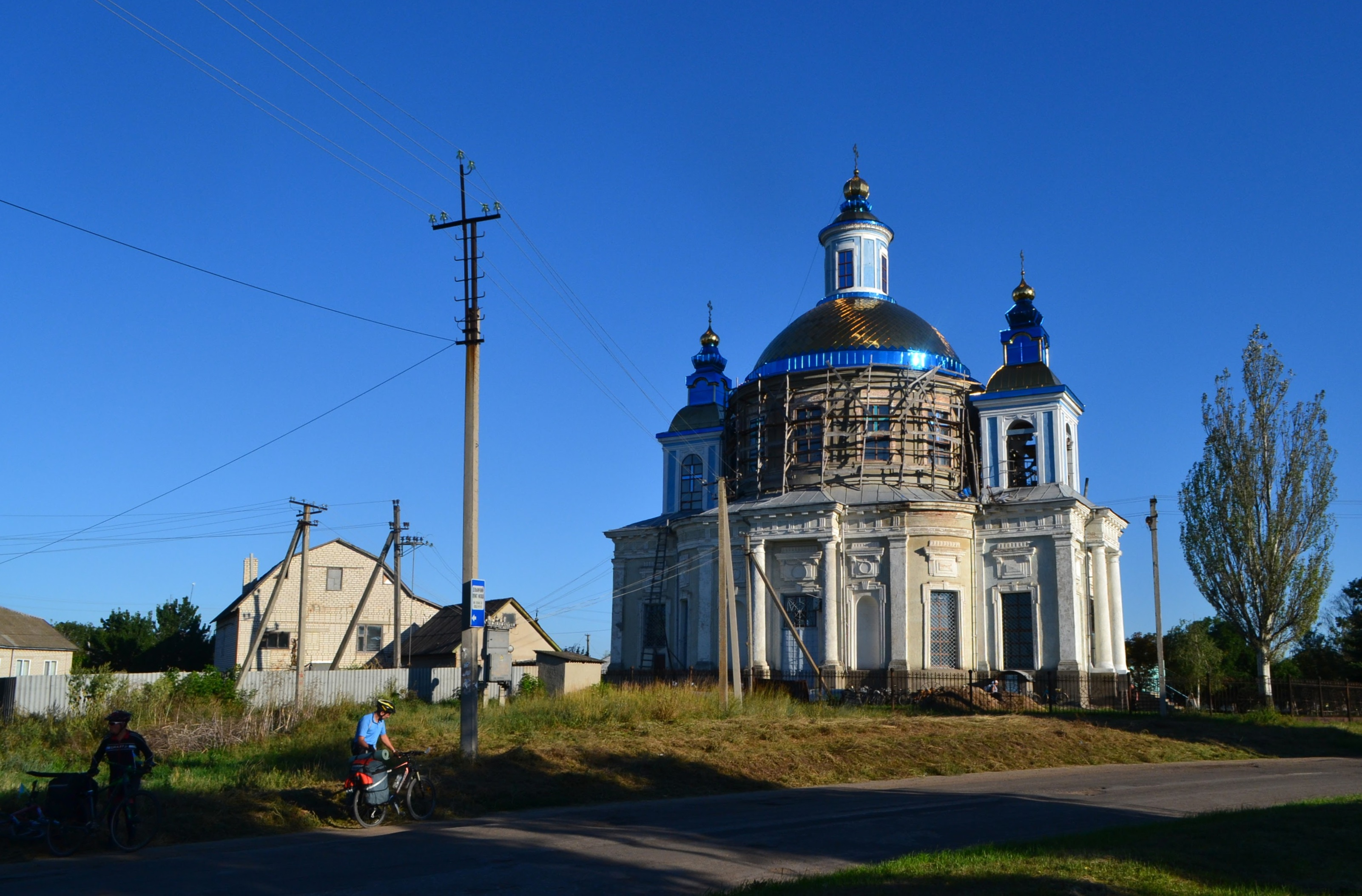
Вид на церкву (серпень 2016)
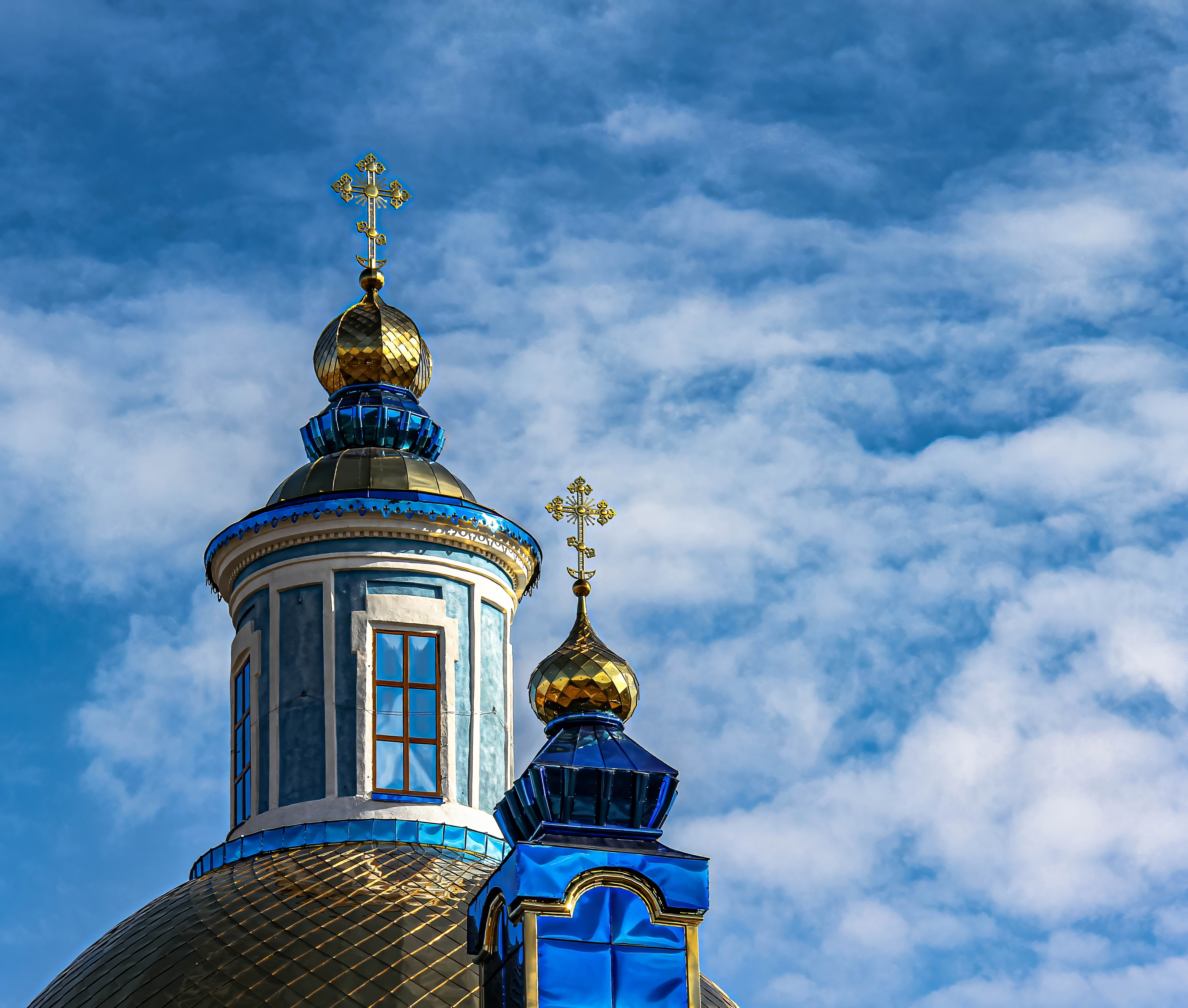
Елемент екстер'єру (листопад 2015)
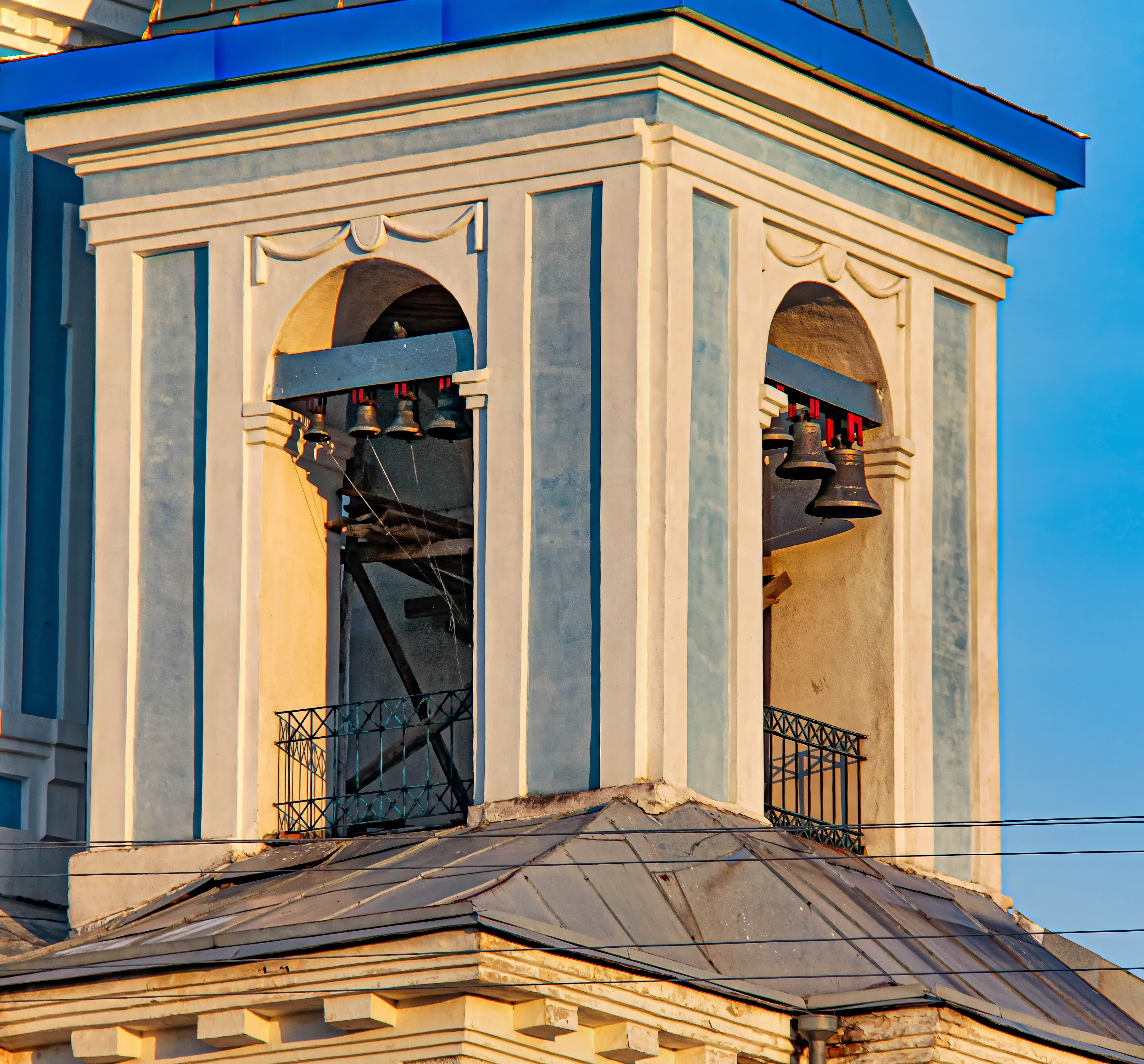
Елемент екстер'єру (квітень 2019)
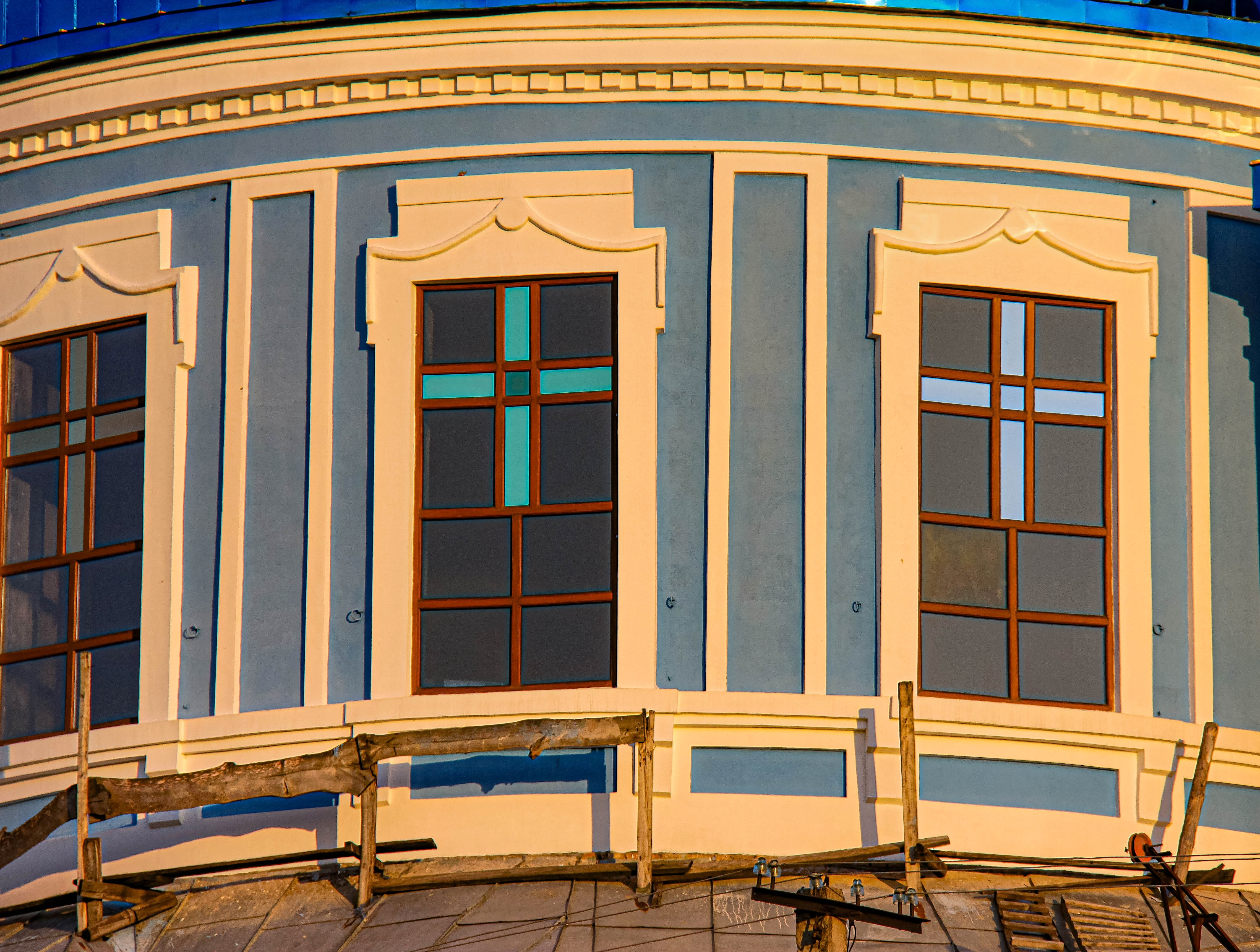
Елемент екстер'єру (квітень 2019)
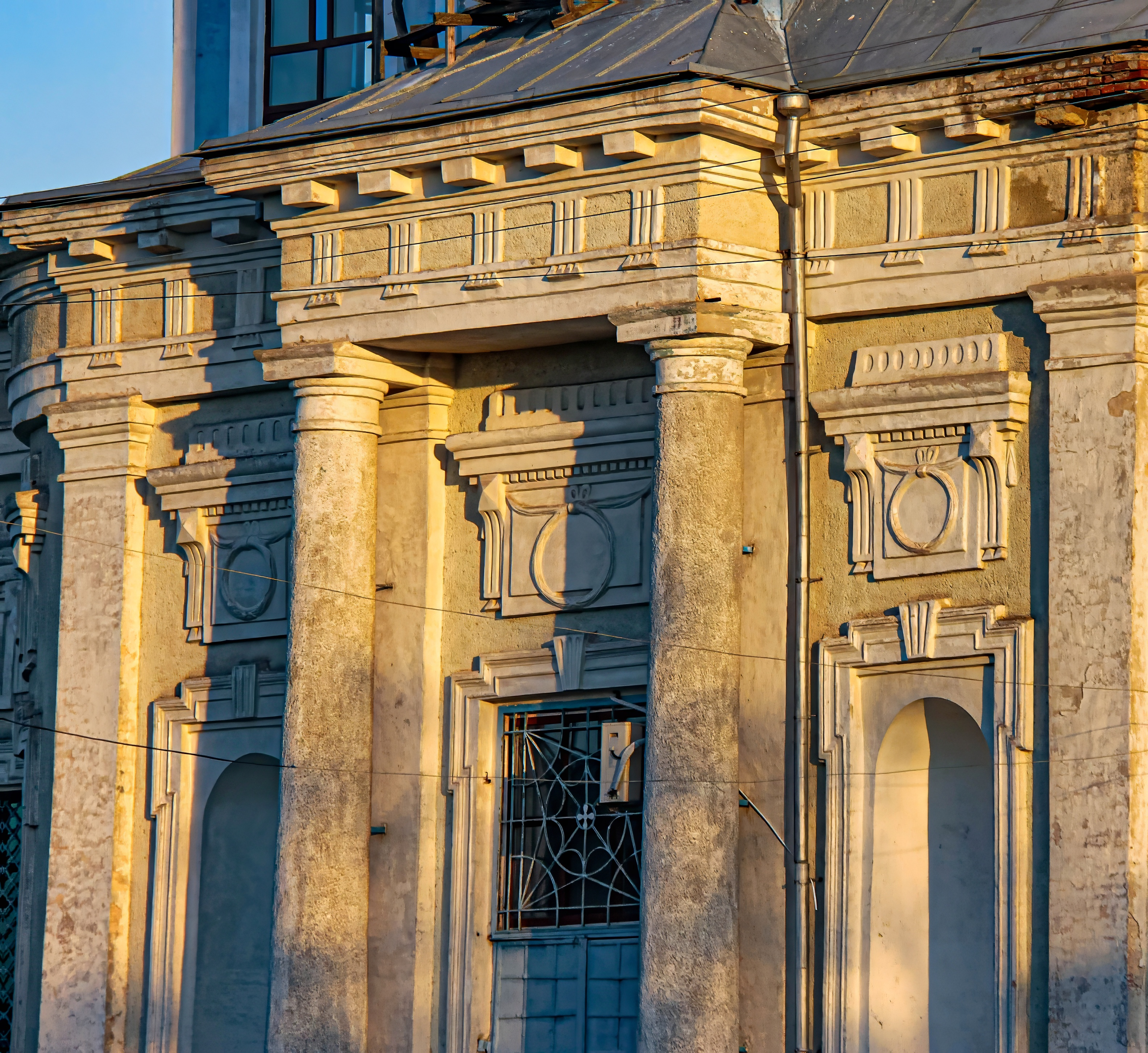
Елемент екстер'єру (квітень 2019)